# Duje Draganja
Duje Draganja, född den 27 februari 1983 i Split, är en kroatisk simmare som sedan 2004 tillhört världseliten i frisim och fjärilsim.
Draganja deltog i de olympiska spelen 2004 i Aten där hans bästa placering blev en silvermedalj på 50 meter frisim, slagen med en hundradel av amerikanen Gary Hall.
I världsmästerskap är hans bästa placeringar från kortbanemästerskap. Vid både VM 2006 och vid VM 2008 vann han guld på 50 meter frisim. Vid VM 2008 i Manchester noterade även Draganja nytt världsrekord på 50 meter frisim när han slog Stefan Nystrands halvårsgamla världsrekord då han noterade tiden 20,81.

## Privatliv
Draganja övervägde att byta medborgarskap och tävla för Qatar men tackade nej trots ett erbjudande om 1 miljon dollar per år.